# Стейн, Сем
Сем Стейн (нидерл. Sem Steijn; родился 12 ноября 2001, Гаага) — нидерландский футболист, полузащитник клуба «Фейеноорд».

## Клубная карьера
Стейн является воспитанником футбольных клубов КМД и «АДО Ден Хааг». В июле 2018 года подписал свой первый профессиональный контракт с «АДО Ден Хааг», после чего отправился в аренду в «ВВВ-Венло». 6 декабря 2018 года дебютировал в матче Эредивизи против «Фейеноорда».
В марте 2022 года было объявлено о его переходе в «Твенте», который состоялся 1 июля того же года. 4 августа 2022 года Стейн дебютировал за «Твенте» в матче Лиги конференций УЕФА против клуба «Чукарички».
Летом 2025 года перешёл в роттердамский «Фейеноорд», подписав четырёхлетний контракт до середины 2029 года. 6 августа дебютировал в матче Лиги чемпионов УЕФА против турецкого «Фенербахче».

## Личная жизнь
Сем Стейн — сын футболиста и футбольного тренера Мориса Стейна, который с ноября 2024 года является главным тренером роттердамской «Спарты».

## Достижения
- Лучший бомбардир чемпионата Нидерландов: 2024/25 (24 гола)
- Игрок года чемпионата Нидерландов: 2024/25[10]